# Sutullena
Sutullena es un barrio situado en la ciudad española de Lorca, en la Región de Murcia. Cerca de este barrio se encuentran los núcleos de Tiata, Campillo y Torrecilla.

## Demografía
Según el Instituto Nacional de Estadística de España, en el año 2019 Sutullena contaba con 4.212 habitantes censados, lo que representa el 4,46% de la población total del municipio.